# Vlasta Horklová-Damková
Vlasta Horklová-Damková (15. února 1925 – 25. srpna 2007), byla česká a československá politička Komunistické strany Československa a poúnorová poslankyně Národního shromáždění ČSR.

## Biografie
V roce 1948 se uvádí jako švadlena, tajemnice KSČ, bytem Brušperk. Ve volbách roku 1948 byla zvolena do Národního shromáždění za KSČ ve volebním kraji Ostrava. V parlamentu zasedala do srpna 1949, kdy rezignovala a nahradil ji Vladimír Knap.
V Brušperku žila až do své smrti. Zemřela 25. srpna 2007.